# Charles Ursin Niemcewicz
Charles Ursin Niemcewicz (Кароль Урсын Нямцэвіч en biélorusse, Karol Ursyn Niemcewicz en polonais), noble polonais (armoiries de Rawicz), un des chefs de l'insurrection de janvier 1863, né à Skoki en 1797 et mort à Paris le 3 février 1867.

## Biographie
Charles Ursin Niemcewicz est un membre de la famille noble polonaise Ursyn-Nemcewicz. Il est le fils de Jean Ursin Niemcewicz et de Tekla Wygonowska, le neveu de Julien Ursin Niemcewicz. Il est diplômé du Gymnase Svislat et a étudié à l'Université de Vilnius. En 1830, il a été élu maréchal adjoint de la province de Grodno.
Lors de l'insurrection de 1830-1831, il est interné à Grodno pendant 4 mois. Il s'enfuit à Bialystok, où il dirige un petit détachement qui est vaincu le 16 mai 1831, s'est retiré à Białowieza avant de rejoindre la division du général M. Rybinsky. En août 1831, il rejoint le Sénat du Royaume de Pologne en tant que représentant de la région de Grodno. Après la capitulation de Varsovie, il émigre à Paris, où il est associé à Julien Ursin Niemcewicz et Adam Jerzy Czartoryski.
Il est inhumé au cimetière de Montmartre, 8e division le 5 février 1867

## Publications
L'auteur des mémoires : "Souvenirs de 1831". (1863), "Souvenirs du soulèvement de Brest-Litovsky" (1869).